# Chariesthes donovani
Chariesthes donovani är en skalbaggsart som först beskrevs av Jordan 1903.  Chariesthes donovani ingår i släktet Chariesthes och familjen långhorningar.
Artens utbredningsområde är:
- Gabon.
- Ghana.
- Sierra Leone.

Inga underarter finns listade i Catalogue of Life.